# Epimedium macrosepalum
Epimedium macrosepalum är en berberisväxtart som beskrevs av William Thomas Stearn. Epimedium macrosepalum ingår i släktet sockblommor, och familjen berberisväxter. Inga underarter finns listade i Catalogue of Life.